# Luís Marques Mendes
Luís Manuel Gonçalves Marques Mendes GCIH (Guimarães, Azurém, 5 de septiembre de 1957) es un abogado y político portugués.

## Biografía
Hijo del abogado y dirigente del PSD António Marques Mendes y de su mujer Maria Isabel Gonçalves, es licenciado en Derecho por la Universidad de Coímbra. Se casó en  1982 con Rosa Sofia Pinto Martins Salazar, hija de António Martins Fernandes Salazar, uno de los pioneros de la industrialización del Valle del Ave, y de su mujer, Berta de Silva Pinto. Tienen dos hijos y una hija: João Pedro, Ana Sofia y João Miguel.

## Trayectoria
Fue secretario y adjunto del gobernador civil del distrito de Braga, abogado en la Comarca Judicial de Fafe, consultor jurídico de la Efacec y presidente del consejo de administración de Ensino, entidad propietaria de la Universidad Atlántica, y administrador ejecutivo de Nutroton Energías.
Militante del Partido Social Demócrata, ejerció cargos en el poder local, como vicepresidente de la Cámara Municipal de Fafe (1977-1985), y funciones parlamentarias, habiendo sido diversas veces electo diputado a la Asamblea de la República, por los Círculos de Braga (VII Legislaturas) y Aveiro (VIII, IX y X Legislaturas). Presidió al Grupo Parlamentario del PSD (1996-1999), siendo líder del partido Marcelo Rebelo de Sousa.
Tuvo un largo recorrido gubernamental, integrando los tres gobiernos de Aníbal Cavaco Silva — como secretario de Estado adjunto del ministro adjunto y de Asuntos Parlamentarios del X Gobierno (1985-1987), acumulando las funciones de portavoz; Secretario de Estado de la Presidencia del Consejo de Ministros, en el XI Gobierno (1987-1992); Ministro Adjunto del primer  ministro del XII Gobierno (1992-1995) —; y en el gobierno de José Durão Barroso — Ministro de Asuntos Parlamentarios del XV Gobierno (2002-2004).
Lideró la oposición al Partido Socialista, de 2005 a septiembre de 2007, cuando ocupaba la presidencia de la Comisión Política Nacional del PSD.
Publicó los libros Mudar de vida (2008) (2008) y O estado em que estamos (2011). (2011).
Fue agraciado con la Gran Cruz de la Orden del Infante Don Enrique el 6 de junio de 2008.
Fue comentador del segmento Ni Más Ni Menos del programa Política Aún en la TVI 24 y, actualmente, es comentarista en el Periódico de la Noche de la Sociedade Independente de Comunicação (SIC).
Tomó posesión el 7 de abril de 2016 como Consejero de Estado, designado por el presidente Marcelo Rebelo de Sousa. Ejerció las funciones de Consejero de Estado, elegido por la Asamblea de la República, en la legislatura anterior (2011-2015).